# Йокутс-Веллі
Йокутс-Веллі (англ. Yokuts Valley) — переписна місцевість (CDP) в США, в окрузі Фресно штату Каліфорнія. Населення — 3564 особи (2020).

## Географія
Йокутс-Веллі розташоване за координатами 36°41′57″ пн. ш. 119°11′36″ зх. д. / 36.69917° пн. ш. 119.19333° зх. д. (36.699242, -119.193393).  За даними Бюро перепису населення США в 2010 році переписна місцевість мала площу 146,62 км², з яких 146,49 км² — суходіл та 0,13 км² — водойми.

## Демографія
Згідно з переписом 2010 року, у переписній місцевості мешкали 3162 особи в 1188 домогосподарствах у складі 882 родин. Густота населення становила 22 особи/км².  Було 1419 помешкань (10/км²).
Расовий склад населення:
| - 85,4 % — білих - 2,4 % — корінних американців - 1,5 % — азіатів - 0,9 % — чорних або афроамериканців - 0,1 % — вихідців з тихоокеанських островів - 5,0 % — осіб інших рас |

До двох чи більше рас належало 4,6 %. Частка іспаномовних становила 16,6 % від усіх жителів.
За віковим діапазоном населення розподілялося таким чином: 22,4 % — особи молодші 18 років, 60,4 % — особи у віці 18—64 років, 17,2 % — особи у віці 65 років та старші. Медіана віку мешканця становила 46,3 року. На 100 осіб жіночої статі у переписній місцевості припадало 103,2 чоловіків;  на 100 жінок у віці від 18 років та старших — 99,9 чоловіків також старших 18 років.
Середній дохід на одне домашнє господарство  становив 64 625 доларів США (медіана — 64 325), а середній дохід на одну сім'ю — 75 347 доларів (медіана — 68 807). За межею бідності перебувало 5,6 % осіб, у тому числі 0,0 % дітей у віці до 18 років та 10,4 % осіб у віці 65 років та старших.
Цивільне працевлаштоване населення становило 909 осіб. Основні галузі зайнятості: науковці, спеціалісти, менеджери — 29,7 %, освіта, охорона здоров'я та соціальна допомога — 21,3 %, транспорт — 13,1 %, будівництво — 8,6 %.